# Râul Blăneasa
Râul Blăneasa este un curs de apă, afluent al râului Bârlad. 